# Dnevna soba (TV oddaja)
Dnevna soba je slovenska televizijska pogovorna oddaja, ki je predvajava vsak torek, sredo in četrtek ob 17.55 na 1. programu Televizije Slovenija. Oddaja z gosti z različnih področij obravnava teme vsakdanjega življenja.

## Format
Oddajo izmenjaje ustvarjajo informativno, kulturno-umetniško in športno uredništvo RTV Slovenija, zato se tudi obravnavana področja v oddaji stalno spreminjajo. V 20 minut dolgem pogovoru različni voditelji gostijo po enega ali dva gosta, s katerimi razpravljajo o izbrani temi iz sveta kulture, športa, zdravja, osebnih doživetij, kulinarike, navad Slovencev in drugih področij.
Voditelji: Tadeja Anžlovar, Jolanda Bertole, Andrej Doblehar, Maja Hrvatin, Andreja Kočar, Jasna Krljić Vreg, Darja Korez Korenčar, Urban Laurenčič, Mojca Mavec, Meta Ornik, Peter Perše, Helena Ponudič, Karin Sabadin, Tina Šrot, Rok Šuligoj, Uršula Vratuša Globočnik, Bernarda Žarn.

## Predvajanje
| Sezona | Sezona | Epizode | Začetek sezone  | Konec sezone   |
| ------ | ------ | ------- | --------------- | -------------- |
|        | 1      | 42      | 26. marec 2024  | 27. junij 2024 |
|        | 2      | 57      | 27. avgust 2024 | 2. januar 2025 |

Št. oddaj do vključno 2. januarja 2025.